# 泰和新城
泰和新城是中華人民共和國上海市寶山區的一個居民區，位於共和新路、蕰川路、滬太路和上海外環線之間。該住宅項目共分三期，第一期於1993年10月開工。而三期則於1995年10月交付使用。